# ABVD
ABVD – schemat chemioterapii używany do leczenia pierwszego rzutu chłoniaka Hodgkina. Składa się z czterech leków o działaniu cytostatycznym: doksorubicyny (adriamycyny), bleomycyny, winblastyny i dakarbazyny. 

## Wskazania
Zgodnie z zaleceniami Europejskiego Towarzystwa Onkologii Klinicznej (ESMO) (2018), schematy ABVD oraz BEACOPP (również w skojarzeniu z radioterapią), stosuje się jako podstawową metodę leczenia nowozdiagnozowanego chłoniaka Hodgkina. 

## Podawanie
Planowo każdy cykl ABVD trwa cztery tygodnie, w trakcie których odbywają się dwa podania leków (dnia 1 i 15). Wszystkie cztery leki podawane są we wlewie dożylnym. 
Dawki leków w 28-dniowym cyklu ABVD to:
- doksorubicyna – 25 mg/m² w dniach 1 i 15
- bleomycyna – 10 mg/m² w dniach 1 i 15
- winblastyna – 6 mg/m² w dniach 1 i 15
- dakarbazyna – 375 mg/m² w dniach 1 i 15

Liczba cykli zależy od tolerancji chemioterapii, ale przede wszystkim od stadium choroby. Maksymalnie podaje się 8 cykli ABVD. 

## Efekty uboczne
Większość efektów ubocznych podczas stosowania ABVD jest przejściowa. Do najczęstszych z nich należą:
- przebarwienia moczu – kolor może się zmieniać na różowo-czerwony do 24 godzin po podaniu ABVD i jest efektem ubocznym działania doksorubicyny
- nudności i wymioty,
- zmęczenie – pojawia się pod koniec cyklu i może się utrzymywać do kilku tygodni,
- pancytopenia – w której wyniku może dojść do powstawania samoistnych siniaków i krwawień, anemii oraz występuje zwiększone wyzyko zakażeń bakteryjnych,
- opryszczkowe zapalenie jamy ustnej
- utrata włosów - występuje praktycznie zawsze, jednakże włosy odrastają po zakończeniu leczenia, jednak mogą różnić się strukturą i kolorem od pierwotnych.